# Уральская улица (Екатеринбург)
Ура́льская улица расположена в городе Екатеринбурге в жилом районе «Пионерский», проходит между улицами Блюхера и Маяковского. Пересекает территорию Кировского административного района города. Длина улицы — около 1800 м, расстояние между домами достигает 80 метров.

## История
Застройка Уральской улицы была начата вскоре после образования Нового посёлка (сейчас — Пионерский посёлок) в конце 1920-х — начале 1930-х годов. Улица застраивалась частными одноэтажными деревянными домами и двухэтажными деревянными домами барачного типа. В период с конца 1960-х по 1980-е годы чётная сторона улицы была застроена пяти- и девятиэтажными многоподъездными жилыми домами из панельных элементов (так называемые «брежневки» и «пентагоны»), построено также три одноподъёздных 12-этажных кирпичных домов. В конце 1980-х — начале 1990-х годов на нечётной стороне улицы по индивидуальным проектам было построено три двенадцати-четырнадцатиэтажных кирпичных жилых дома, а также возведено несколько 9-этажных многоподъездных панельных домов. В середине 2000-х годов на месте частного жилого сектора между улицами Советской и Блюхера началось строительство жилого комплекса «Радужный» в составе нескольких четырнадцати- шестнадцатиэтажных домов и высотного 28-этажного жилого здания (последний находится по адресу улица Блюхера, 41).
Здесь же располагаются торговые центры «Апельсин» (3 этажа), «Blissco» (3 этажа, 2009).

## Примечательные здания и сооружения
По нечётной стороне
- № 59а — детский сад № 563.
- № 61а — торговый центр «Blissco».
- № 65а — детский сад № 320.

По чётной стороне
- № 48а — детский сад № 100.
- № 50а — Школа № 146.
- № 52/2 — поликлиника № 1 детской городской больницы № 10.
- № 62а — детский сад № 262.
- № 70а — отдел полиции № 3 УМВД России по городу Екатеринбургу, здесь же находится отдел по вопросам миграции, обслуживающий Кировский район.

## Пересечения с другими улицами
В направлении с севера на юг Уральская пересекает другие улицы: Смазчиков, Кондукторская, Пионеров, Советская. На улицу также выходит улица Гагарина.

## Транспорт
Улица является крупной транспортной магистралью жилого района «Пионерский». От улицы Блюхера до Кондукторской улицы движение двухстороннее трёхполосное. От Кондукторской улицы до улицы Смазчиков движение одностороннее (в южном направлении). По улице проходит трамвайная линия, по которой осуществляют движение трамвайные маршруты 5, 12, 16, 20, 23. Перевозки по улице осуществляют также автобусные маршруты. На пересечении Уральской улицы с улицей Блюхера в перспективе планируется построить станцию метро «Гагаринская» 3-й линии Екатеринбургского метрополитена.